# Мохамед Абдулрахман
Мохамед Абдулрахман (араб. محمد عبد الرحمن, нар. 4 лютого 1989, Аль-Айн) — еміратський футболіст, півзахисник клубу «Аль-Айн» і національної збірної ОАЕ.

## Клубна кар'єра
Народився 4 лютого 1989 року в місті Аль-Айн. Вихованець футбольної школи місцевого клубу «Аль-Айн».
У дорослому футболі проте дебютував 2009 року виступами на умовах оренди за команду клубу «Аль-Дхафра», в якій провів один сезон, взявши участь у 5 матчах чемпіонату. 
До складу клубу «Аль-Айн» приєднався 2010 року. Станом на 27 грудня 2018 року відіграв за еміратську команду 172 матчі в національному чемпіонаті. В сезоні 2017/18 став співавтором «золотого дубля» — його команда виграла чемпіонат ОАЕ і Кубок Президента. Як діючий чемпіон ОАЕ «Аль-Айн» на правах команди-господаря став учасником Клубного чемпіонату світу 2018, де неочікувано подолав усі етапи змагання і вийшов до фіналу, де, утім, не зміг нав'язати боротьбу представнику Європи, мадридському «Реалу».

## Виступи за збірну
2010 року дебютував в офіційних матчах у складі національної збірної ОАЕ.
У складі збірної був учасником кубка Азії з футболу 2015 року в Австралії (провів три гри).
За чотири роки був включений до заявки еміратців на домашній для них кубок Азії 2019 року.

## Титули і досягнення
- Чемпіон ОАЕ (4):

«Аль-Айн»: 2012-13, 2014-15, 2017-18, 2021-22
- Володар Кубка Ліги ОАЕ (1):

«Аль-Айн»: 2009-10
- Володар Суперкубка ОАЕ (3):

«Аль-Айн»: 2009, 2012, 2015
- Володар Кубка Президента ОАЕ (2):

«Аль-Айн»: 2013-14, 2017-18
Збірні
- Бронзовий призер Кубка Азії: 2015